# Berg und Löwenherz
Berg und Löwenherz son una café, Café Berg, y una librería, Buchhandlung Löwenherz, de Viena (Austria) especializadas en el público LGBT. Fue el primer café de este tipo, con el interior visible desde la calle, que se estableció en Austria, así como la primera librería de su tipo en el país.

## Descripción
Durante el periodo de preparación de dos años, se fundó la asociación cultural Kulturverein Berggasse, que sigue activo a 2011. El Café Berg y la Buchhandlung Löwenherz se fundaron así a finales de junio de 1993 como proyecto conjunto de Leo Kellermann con el nombre de empresa Löwenherz & Berg Buchhandel und Cafebetrieb GmbH, en la Berggasse, donde también se encuentra el Museo Sigmund Freud, en el barrio de Alsergrund de Viena. Se creó como «un proyecto para la promoción y la ampliación de la comunidad gaylésbica». A 2011, ambos espacios siguen unidos por una puerta.
Las comidas ofrecidas en el café corresponden a una cocina ligera, algo italófila. Los clientes en su mayoría lo forman una mezcla de gais, lesbianas y heteroaliados. En una encuesta en Internet realizada por un periodista del Nachtboten sobre locales LGBT, el Café consiguió en 2007 el segundo puesto, habiendo permanecido en los primeros puestos en los años anteriores. La catedrático, politóloga, feminista y redactora jefe de Lambda-Nachrichten, Gudrun Hauer, realiza sus tutorías en el Café Berg.
El fondo de la librería no se reduce a la literatura lésbica o gay, sino que también ofrece literatura de Austria, sobre Sociología, Psicología y Psicoanálisis, Historia (sobre todo referente al Holocausto y al Nazismo) y las principales obras sobre el tema transgénero. También se venden importaciones sobre todo de Estados Unidos y Reino Unido, pero también de Francia y Alemania, así como una gran selección de revistas sobre temas que van desde la política y el estilo de vida, hasta el erotismo, los cómics, shōnen ai, yaoi, películas, CD de música y accesorios.
A través de la asociación Kulturverein Berggasse se realizan sobre todo lecturas y exposiciones. Otras iniciativas son mesas redondas, discusiones, visitas guiadas, etc. La asociación se ha puesto como objetivo los ideales ilustrados de la Revolución Francesa —Liberté, égalité, fraternité— para producir una cultura LGBT contemporánea fructífera.

## Importancia
A principios de la década de 1990, el movimiento LGBT en Austria comenzó a diferenciarse y se crearon diversas organizaciones. Muchos testigos de la época consideran el tiempo entre 1993 y 1996 como muy importante para el transcurso posterior del movimiento y lo describen como una época de nacimiento. La apertura de Berg und Löwenherz se considera el comienzo de esa fase y en ese mismo año también se organizó el primer Life Ball, que se ha convertido en el mayor evento de recogida de fondos para la lucha contra el sida de Europa.
En el ambiente LGBT vienés, que se encuentra mayoritariamente en torno al Naschmarkt, la mayoría de los locales tenían todavía timbre y control de entrada. En la calle Linke Wienzeile estaba el restaurante Willendorf, en la Rosa Lila Villa, pero que no se encontraba a nivel de calle y que por lo tanto no permitía que se viera el interior desde la calle. También en la calle Wienzeile, el Café Savoy tenía un público mixto, yendo el público homosexual por las noches; el Café no permitía la exposición de revistas gratuitas LGBT. Berg y Löwenherz están alejados de este barrio, cerca de la Universidad. Los gestores del café no querían ocultar la vida de gais y lesbianas, sino hacerlo visible, por lo que instalaron grandes ventanales, que se pueden abrir en verano. Inicialmente hubo grandes discusiones sobre los ventanales y algunos temían de que los clientes no se acercaran por miedo a ser vistos. Ocurrió lo contrario y en verano las mesas en la calle son muy populares.
Durante la primera Marcha del Orgullo LGBT de Viena en 1996, los trabajadores de Berg y Löwenherz fueron los encargados de la organización y concepción del evento, participando desde entonces todos los años.

## Historia reciente
La librería Löwenherz comenzó con unos 3.500 títulos, que fueron seleccionados por Jürgen Ostler y Andreas Brunner. En 2003 eran más de 8.000 y en 2007 eran ya más de 10.000 títulos distintos.
En 2002 se abrió el Berg Bar en Spittelberg, en el barrio de Neubau, una «sección nocturna», que ha cerrado posteriormente.
Kellermann dirigió el café y la librería hasta 2002. La convirtió en una institución y la pasó la dirección del café a Georg Ender, que habría trabajado allí largos años. En octubre de 2002, la librería pasó a ser dirigida por Jürgen Ostler, que había colaborado desde la época de preparación en 1992, y Veit Schmidt, que trabajaba en la librería desde 1994.
A principios de 2007, Georg Eder abrió el club studio67.